# Мо Тхе Бом
Мо Тхе Бом (хангиль: 모태범, ханча: 牟太범, 15 лютого 1989) — південнокорейський ковзаняр, олімпійський чемпіон.
Мо Тхе Бом розпочав змагатися на національному рівні в 2004, а на міжнародному в 2005. Після двох медалей юніорського чемпіонату світу в 2006 році, особливих досягнень не мав. Але на Олімпіаді у Ванкувері виграв дистанцію 500 м, і став першим корейським олімпійським чемпіоном на довгій  доріжці. На дистанції 1000 м він фінішував другим і отримав срібну медаль.  